# Olivia McVeigh
Olivia McVeigh   (Irlanda del Nord, 1998) és una maquilladora i creadora de contingut irlandesa que treballa per la normalització de les perruques i la conscienciació sobre l'alopècia i la salut de la dona.

## Biografia
Es va formar com a maquilladora i va començar a destacar com a influenciadora de cura personal. Va començar a tenir la menstruació amb 10 anys, experimentant sagnats molt abundants i dolorosos que li provocaven desmais. Amb 16 anys va anar al metge sense obtenir resposta de la causa del seu dolor i va decidir optar per l'atenció privada. A 17 anys va començar a perdre cabells i va ser diagnosticada amb alopècia. A 21 anys es va començar a quedar calba i es va començar a interessar per les perruques fins a crear una plataforma per empoderar les dones que perden cabells. A través de les xarxes socials conscienciar i connectar amb altres persones que tenen la malaltia i va començar a fer tallers de perruques. El 19 de gener de 2022, va rebre finalment el diagnòstic d'endometriosi després de sotmetre's a una cirurgia. El mateix any se li va induir la menopausa per ajudar a controlar els seus símptomes. El 2024 va fer una campanya per conscienciar sobre l'alopècia juntament amb la seva mare Patrícia anomenada The Boulevard a Banbridge.

## Reconeixements
El 2023 va rebre un dels premis Vava de la Universitat de Queen de Belfast.
El desembre de 2024 va ser inclosa en la llista de les 100 Women de la BBC, que destaca les dones més inspiradores i influents de l'any.